# Station Sowerby Bridge
Sowerby Bridge is een spoorwegstation van National Rail in Sowerby Bridge, Calderdale in Engeland. Het station is eigendom van Network Rail en wordt beheerd door Northern Rail. Het station is geopend in 1840.